# Sören Börjesson
Sören Börjesson (* 14. März 1956; † 26. September 2024) war ein schwedischer Fußballspieler, der später als Trainer tätig war.

## Sportliche Laufbahn

### Vereinskarriere
Börjesson spielte für Örgryte IS in der Allsvenskan. 1985 hatte er als Torschützenkönig der regulären Saison großen Anteil daran, dass der Klub nach 72-jähriger Pause wieder schwedischer Meister wurde. Dennoch verließ er den Klub nach Saisonende und schloss sich Djurgårdens IF an.

### Auswahleinsätze
Börjesson wurde zudem zwischen 1981 und 1983 fünfmal in der schwedischen Nationalmannschaft eingesetzt.

## Trainerlaufbahn
Börjesson wurde später Assistenztrainer von Zoran Lukić. Als dieser 2006 bei Örgryte IS entlassen wurde, übernahm Börjesson die Nachfolge bis Saisonende.